# Bundesautobahn 48
Bundesautobahn 48 (em português: Auto-estrada Federal 48) ou A 48, é uma auto-estrada na Alemanha.
A Bundesautobahn 48 tem 79 km de comprimento.

## Estados
Estados percorridos por esta auto-estrada:
- Renânia-Palatinado